# Burdatski
Burdatski - Бурдатский (rus) és un possiólok del krai de Krasnodar, a Rússia. Es troba a la vora esquerra del Sossika, afluent del Ieia, davant d'Utro. És a 19 km al sud-est de Leningràdskaia i a 137 km al nord-est de Krasnodar
Pertany al possiólok de Bitxevi.